# Parapolydora
Parapolydora là một chi thực vật có hoa trong họ Cúc (Asteraceae).

## Loài
Chi Parapolydora gồm các loài: